# Christophe Clévenot
Christophe Clévenot es un deportista francés que compitió en vela en la clase Tornado.
Ganó dos medallas en el Campeonato Mundial de Tornado, oro en 1990 y bronce en 1993, y una medalla de plata en el Campeonato Europeo de Tornado de 1993.

## Palmarés internacional
| \| Campeonato Mundial \| Campeonato Mundial \| Campeonato Mundial \| Campeonato Mundial \| \| Año \| Lugar \| Medalla \| Clase \| \| ------------------ \| --------------------------- \| ------------------ \| ------------------ \| \| 1990 \| Medemblik (Países Bajos) \| Medalla de oro \| Tornado \| \| 1993 \| Long Beach (Estados Unidos) \| Medalla de bronce \| Tornado \| \| Campeonato Europeo \| \| \| \| \| Año \| Lugar \| Medalla \| Clase \| \| 1994 \| Cagliari (Italia) \| Medalla de plata \| Tornado \| |                             |                   |         |
| Campeonato Mundial |                             |                   |         |
| Año | Lugar                       | Medalla           | Clase   |
| 1990 | Medemblik (Países Bajos)    | Medalla de oro    | Tornado |
| 1993 | Long Beach (Estados Unidos) | Medalla de bronce | Tornado |
| Campeonato Europeo |                             |                   |         |
| Año | Lugar                       | Medalla           | Clase   |
| 1994 | Cagliari (Italia)           | Medalla de plata  | Tornado |